# Itamar Rogovsky
Itamar Rogovsky   (Buenos Aires, 21 de març de 1936 - 21 de març de 2025) fou un psicòleg argentí establert a Tel-Aviv (Israel) des del 1970, especialitzat en l'assessorament a governs i grans empreses.
Es va llicenciar en Psicologia per la Universitat Nacional del Litoral i es va doctorar en Gestió de l'Administració i en Desenvolupament Organitzacional. De fet, se'l considera el pare del Desenvolupament Organitzacional (DO) d'Israel. Va desenvolupar una àmplia tasca de formació de noves generacions de consultors i docents en la seva àrea en nombrosos centres d'estudi superior, a més de crear programes per al desenvolupament de líders d'organitzacions rellevants.
Pel que fa a la seva relació amb Catalunya, als anys 1990 va crear el primer programa sistemàtic de formació de consultors de DO i processos de canvi, sota els auspicis de la Universitat Autònoma de Barcelona i el Col·legi Oficial de Psicologia de Catalunya. També va tenir relació amb l'Associació Espanyola de Directors de Persones (AEDIPE). Assessorà diversos organismes internacionals i era consultor en temes de desenvolupament comunitari de la Generalitat de Catalunya. A Barcelona, va crear el primer programa d'entrenament sistemàtic en Desenvolupament Internacional i Consultoria de Processos de Canvi, el qual té lloc anualment.
Rogovsky va col·laborar en mitjans de comunicació com La Vanguardia i El País i va participar en fòrums del Canal 3 de Barcelona i Col·legi Oficial de Psicòlegs de Catalunya. Va ser consultor d'empreses com Danone, La Caixa i Renault.